# Ângela Caires
Maria Ângela Moreira de Caires (Funchal, 31 de Agosto de 1939 —  Mafra, 27 de Agosto de 2013) foi uma escritora e jornalista portuguesa. Trabalhou nas redacções dos jornais Sempre Fixe, Diário de Lisboa, O Jornal, Visão, O Inimigo.. O Pasquim, Tribuna e Notícias de Lourenço Marques foram outros jornais em que escreveu.
Também colaborou, nos anos 60 do século XX, no jornal satírico Re-Nhau-Nhau, que se publicou no Funchal e foi a mais duradoura publicação periódica do género que se publicou em Portugal (entre 1929 a 1977)
Copywriter em várias agências de publicidade durante alguns anos, é ainda autora dos romances Daqui em diante só há dragões (de 1988, um romance cuja ação se passa no Ambriz, em Angola, antes das guerras de libertação, e que viria a dar origem à série televisiva O café do Ambriz, produzida e transmitida pela RTP) e O amante da Bela Otero (publicado em 1989).

## Obras principais
- O segundo homem, Lisboa, 1957.
- Madrugada cinzenta, Lisboa, 1959.
- Yolanda, Lisboa, 1960.
- As pedras envelhecem, 1964.
- Daqui em diante só há dragões, Venda Nova, 1988.
- O amante da bela Otero, Venda Nova, 1989.
- O Capitão Tormenta, 1989-1990 (inédito).

## Antologias
- Narrativa Literária de Autores da Madeira: século XX. Nelson Veríssimo, org. Funchal, 1990. p. 201-208.
- Contos Madeirenses. Nelson Veríssimo, org. Porto, 2005. p. 215-224.